# Año Internacional de la Lucha contra el Racismo y la Discriminación Racial
1971 fue proclamado el Año Internacional de la Lucha contra el Racismo y la Discriminación Racial por la Asamblea General de las Naciones Unidas mediante la resolución 2544 (XXIV), aprobada el 11 de diciembre de 1969. La iniciativa surgió como un compromiso global para combatir todas las formas de racismo, apartheid, nazismo y discriminación racial. Su propósito central fue promover la eliminación total de estas prácticas, consideradas un obstáculo para la paz y el desarrollo social, además de incompatibles con los principios de la Carta de las Naciones Unidas y los derechos humanos.

## Actividades y Alcance
Durante el año, se implementaron programas a nivel internacional y nacional para intensificar la lucha contra la discriminación racial y fomentar la solidaridad con las víctimas de racismo. Los Estados miembros fueron instados a fortalecer sus medidas legislativas y políticas para eliminar el racismo en todas sus formas, y se promovió un programa global de educación y concienciación pública.
U Thant, secretario general de la ONU, lideró la coordinación de las actividades internacionales y la elaboración de informes sobre el progreso de las iniciativas. Entre las medidas destacadas se promovió la publicación de la Declaración sobre la raza y los prejuicios raciales, así como la distribución de materiales educativos dirigidos a erradicar estereotipos racistas y fomentar la igualdad. Asimismo, organismos especializados como la UNESCO participaron activamente en la difusión de conocimientos y en el análisis de casos de discriminación racial.
La financiación de las actividades provino de aportaciones de los Estados miembros y organizaciones internacionales y no gubernamentales interesadas en la eliminación del racismo.